# Enrique Balbontin
Enrique Balbontin (Genova, 1º novembre 1968) è un comico, cabarettista e conduttore televisivo italiano, celebre per le sue lezioni di dialetto savonese.

## Biografia
Di padre spagnolo e madre italiana, Enrique Balbontin è laureato in Giurisprudenza all'Università degli Studi di Genova.
Si iscrive alla Scuola di Spettacolo del Teatro di Campopisano e nel 1997 comincia a collaborare con i Cavalli Marci, storico gruppo comico genovese, partecipando alla loro prima "ventiquattrore" di cabaret: si esibisce nelle vesti di Minghio Pegasù, uno studioso giapponese profondo conoscitore delle usanze e delle tradizioni del suo Paese. Viene notato da alcuni impresari locali e scritturato per vari spettacoli, con i quali, insieme a Fabrizio Casalino, conosciuto come "Giginho", ottiene un buon successo.
In seguito lavora, sempre con Casalino, in alcune trasmissioni radiofoniche locali, presso l'emittente privata Radio Babboleo, ottenendo un grande seguito. L'anno dopo, nel 1999, con un altro cabarettista genovese, Andrea Ceccon, crea il gruppo comico La notte dei Fufu, che parteciperà l'anno successivo alla trasmissione Zelig.
Nel 2001 partecipa alla prima edizione della trasmissione Bulldozer, su Rai 2, condotta da Enrico Bertolino e Federica Panicucci, dove le "lezioni di savonese" fanno la loro comparsa. Viene notato da Diego Abatantuono che lo scrittura nel suo programma televisivo Colorado Cafè, in onda su Italia 1 dove interpreta "lobophone".
Per diversi anni sarà ospite fisso della trasmissione, interpretando il personaggio di "Enraz del Centro Ciocchi Savona", un improbabile professore madrelingua di dialetto savonese che, nello sketch Sì, io parlo savonese, traduce con espressioni ironiche e una marcata inflessione ligure alcune frasi da conversazione della lingua italiana.
Nel 2004, sull'onda del successo ottenuto, scrive il libro Son tutti finocchi col culo degli altri, pubblicato da Mondadori.
Nel 2005 ha avuto la prima esperienza cinematografica con la partecipazione a Eccezzziunale veramente - Capitolo secondo... me, sequel del celebre film cult di Diego Abatantuono, Eccezzziunale... veramente.
Nel 2008 è ospite nella trasmissione Mai dire... con Andrea Ceccon.
Da qualche anno conduce, con Ceccon, il programma Torta di riso su AXN (canale Sky 119), dove commentano divertenti video amatoriali.
Recentemente ha curato la prefazione del libro Bande d'u Dio - Generazione combustibile (?) (Coedit), scritto da Mario Marengo, ambientato a Spotorno (SV) e pubblicato da Coedit nel settembre 2009. Balbontin e Marengo sono amici di vecchia data e hanno collaborato nel programma radiofonico Buona domenicona, in onda su Radio 105 nel 2006.
Tra marzo e aprile 2011 ha partecipato alla diretta di alcune puntate de Lo Zoo di 105, sempre su Radio 105, rendendosi protagonista di un incontro/scontro con Leone Di Lernia e di alcuni sketch comici.
Ritorna in televisione nel maggio 2023 nella troupe dei comici stabili del GialappaShow su TV8, come membro del duo dei Ragazzi Cin Cin, in coppia col collega Andrea Ceccon.

## Filmografia
- Eccezzziunale veramente - Capitolo secondo... me, regia di Carlo Vanzina (2005)

## Programmi TV
- Ciro, il figlio di Target (1997-1998, Italia 1)
- Bulldozer (2001, Rai 2)
- Colorado (2003-2009; 2013, Italia 1)
- Mai dire... (2008, Italia 1)
- Torta di riso (2009-2019, AXN)
- GialappaShow (2023, TV8)